# Международный аэропорт имени Принцессы Юлианы
Международный аэропорт имени Принцессы Юлианы — один из крупнейших транспортных узлов Карибского региона. Входит в десятку самых опасных аэропортов мира. Расположен на острове Святого Мартина.
Аэропорт назван в честь Юлианы (королевы Нидерландов), которая побывала здесь в качестве кронпринцессы в 1944 году, через год после открытия аэропорта.
Во время Второй мировой войны на острове было построено лётное поле, которое теперь является международным аэропортом принцессы Юлианы. В 2017 году аэропорт был серьёзно повреждён ураганом Ирма.
Взлёт/посадка средней или высокой сложности для лётчика, в зависимости от погодных условий.
Торец взлётно-посадочной полосы аэропорта расположен прямо на морском берегу, вплотную к пляжу Махо, так что воздушные суда при заходе на посадку пролетают на высоте 10-20 метров над головами туристов, отдыхающих на пляже за торцом ВПП. Место известно как «Рай для споттера».

## Взлётно-посадочная полоса
- Курс 10/28;
- Длина 2300 м — этого едва достаточно для больших лайнеров;
- Ширина 45 м;
- Пропускная способность 36—40 пробегов в час.

## Рулёжная территория
- Площадь 48000 м²
- Ёмкость 3 type E, 3 type D, 1 type C и 9 type A/B одновременно

## Пассажирский терминал
- Площадь 10400 м²
- Пропускная способность 1,5 млн пассажиров в год
- 36 регистрационных окон
- 8 иммиграционных терминалов

## Грузовой терминал
- Площадь 2000 м²
- Ёмкость 5 тонн/м² в год

## Парковки
- Площадь 10287 м²
- Парковка общего пользования на 185 машиномест
- 78 служебных машиномест